# Gustav Riek

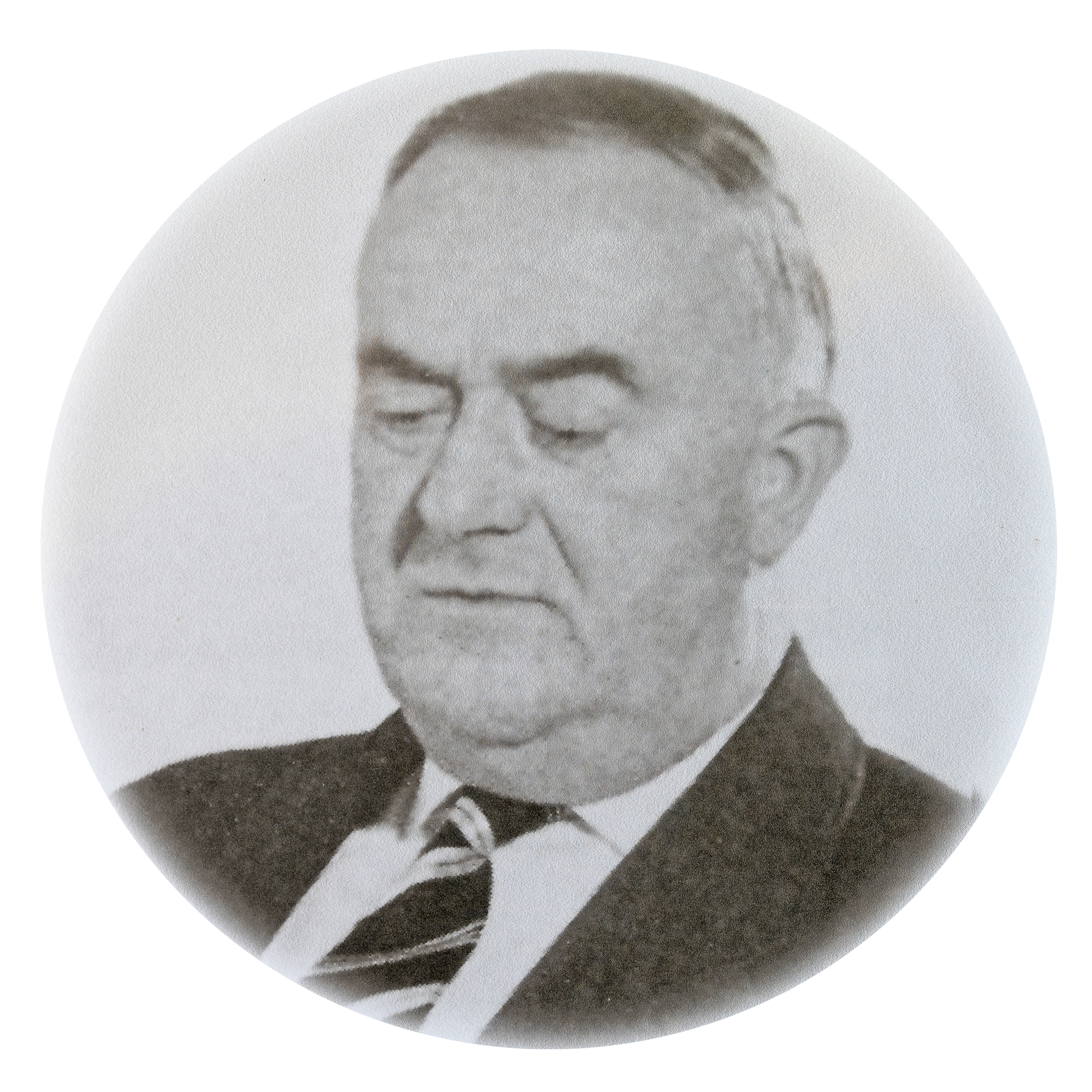
Gustav Riek

Johannes Gustav Riek (* 23. Mai 1900 in Stuttgart; † 1. November 1976 ebenda) war ein deutscher Prähistoriker. Neben seinen Verdiensten für die Urgeschichte Baden-Württembergs steht seine Verstrickung in Verbrechen im Dritten Reich, an denen er als SS-Hauptsturmführer im SS-Sonderlager Hinzert beteiligt war.

## Wissenschaftlicher Werdegang
Nach einem Studium der Geologie war Riek zunächst wissenschaftlicher Assistent in Halle (Saale), dann am Urgeschichtlichen Institut der Eberhard Karls Universität Tübingen. 1931 grub er in der Bärenhöhle im Wolfstal bei Lauterach, wo Funde aus der Jungsteinzeit und der Bronzezeit zutage traten. Anschließend im selben Jahr leitete er die Ausgrabungen in der Vogelherdhöhle im Lonetal. Die Publikation in einer Monographie festigte seinen Ruf als Wissenschaftler. 1934 habilitierte er sich mit dieser Arbeit und erhielt die Lehrbefugnis für Ur- und Frühgeschichte, gleichzeitig wurde er Privatdozent an der Universität Tübingen. 1935 wurde er außerordentlicher Professor und Direktor des Instituts für Ur- und Frühgeschichte.
1937 trat Riek der SS (Mitgliedsnummer 289.678) bei und arbeitete in den Folgejahren im SS-Ahnenerbe mit. Seine Forschungen standen im Zeichen der NS-Ideologie und wurden vor allem unter dem Gesichtspunkt germanischer Vorgeschichtsforschung gefördert. Die Untersuchungen auf dem Hohmichele, eines Grabhügels der Hallstattzeit, standen „unter dem Schutz des RFSS, des Reichsführers SS“ Heinrich Himmler. Ein SD-Dossier von 1938 wies Riek als „politisch und weltanschaulich unbedingt zuverlässigen“ „alten Nationalsozialisten“ aus.

## Funktionsträger im Dritten Reich
Bereits zum 1. August 1929 trat Riek der NSDAP bei (Mitgliedsnummer 142.993). Nach der „Machtergreifung“ der Nationalsozialisten trat er 1933 zusätzlich der SA bei.
Von Januar 1940 bis März 1942 war er im SS-Sonderlager Hinzert bei Hermeskeil im Hunsrück zunächst als SS-Obersturmführer der Waffen-SS, dann als Hauptsturmführer eingesetzt. Dieser Dienstgrad entsprach einem Hauptmann der Wehrmacht, nach dem Kommandanten und dessen Stellvertreter hatte er damit den dritthöchsten SS-Rang im Lager inne. Riek war für die „politische Schulung“ der Häftlinge zuständig. Im deutsch besetzten Luxemburg konnte er zur selben Zeit auf der Aleburg bei Befort archäologische Ausgrabungen durchführen; er pendelte also zwischen der Ausgrabung bei Befort und dem SS-Sonderlager Hinzert.
Laut Alexandra Gatzen war Riek im Herbst 1941 im SS-Sonderlager Hinzert an der Ermordung von siebzig sowjetischen Soldaten aus dem Kriegsgefangenenlager Baumholder durch Zyankali-Injektionen beteiligt. Riek sperrte mit den Soldaten der Wachkompanie alle zum Lager führenden Straßen und sonstigen Zugänge, und ein anderer Teil der Wachkompanie riegelte im nahegelegenen Wald das Massengrab ab, das zur Beseitigung der Leichen ausgehoben worden war. Soldaten der Wachkompanie waren auch innerhalb des Lagers am Transport der Leichen zu einem LKW beteiligt. Rieks Wachkompanie sollte offenbar die Zeugenschaft von Passanten auf der am Lager vorbeiführenden öffentlichen Straße an der Mordaktion gegen die sowjetischen Kriegsgefangenen verhindern. Im Dezember 1961 wurde Riek dazu im Verfahren gegen Josef Brendel und Werner Fenchel aus dem SS-Sonderlager Hinzert vor dem Schwurgericht bei dem Landgericht in Trier als Zeuge angehört, aber nicht selbst angeklagt.

## Forschungstätigkeit nach 1945
Nach dem Krieg war er erst Kriegsgefangener und dann bis 1948 interniert. Anschließend blieb ihm die Wiederaufnahme seiner beruflichen Tätigkeit verwehrt, so dass für die prähistorische Archäologie in Tübingen Kurt Bittel und dann Wolfgang Kimmig berufen wurden. 1956 wurde Riek wieder außerordentlicher Professor und war bis 1968 Professor für Urgeschichte an der Universität Tübingen. Von 1955 bis 1964 führte er Ausgrabungen in der Nähe von Blaubeuren durch. In der Brillenhöhle (1955–1963), dem Hohlefels (1958–1961) sowie in der Großen Grotte bei Blaubeuren (1959–1964) wurden dabei bedeutende Fundschichten des Mittel- und Jungpaläolithikums untersucht. Im Helga-Abri oberhalb des Hohlefels (1958–1960) wurden Funde des Spätglazials der Würmeiszeit und des Mesolithikums entdeckt.
1965 regte er die Gründung des Urgeschichtlichen Museums Blaubeuren an. Auf Riek geht die bis heute enge Zusammenarbeit zwischen dem Museum und der Eberhard-Karls-Universität Tübingen zurück.
1966 wurde Gustav Riek zum Ordinarius des Tübinger Instituts ernannt, im Jahr darauf emeritiert.

## Familie
Riek heiratete am 20. März 1934 Eleonore Cailloud (* 1905), aus der Ehe gingen die Söhne Roland (* 1936) und Ludolf (* 1940) hervor.

## Schüler
- Karl Dietrich Adam
- Hansjürgen Müller-Beck
- Wolfgang Taute

## Die Mammutjäger vom Lonetal
Wie das Zusammentreffen von Cro-Magnon-Menschen („modernen“ Menschen) und Neandertalern seiner Ansicht nach abgelaufen sein könnte, schilderte Riek in seiner 1934 erschienenen Erzählung Die Mammutjäger vom Lonetal. Die Prähistorikerin Miriam Haidle schreibt darüber: „In dieser Geschichte sind die modernen Menschen aufgrund ihrer höheren Kinderzahl gezwungen, als ‚Volk ohne Raum‘ die ortsansässigen, zwar freundlichen, aber von der Intelligenz her deutlich unterlegenen Neandertaler zu verdrängen. Ohne größere Abneigung, mehr aus dem Gefühl der Notwendigkeit eines unbevölkerten Lebensraums heraus werden die Neandertaler in schnellen und kurzen Angriffen ausgerottet.“ Die Handlung trägt deutliche Züge einer rassistischen Ideologie. Nach heutigem Stand der Wissenschaft sind kriegerische Auseinandersetzungen zwischen modernen Menschen und Neandertalern nicht zu beweisen. Es sind bislang keine Skelette mit entsprechenden Verletzungen bekannt.

## Publikationen (Auswahl)
- Kulturbilder aus der Altsteinzeit Württembergs (1935).
- Der Hohmichele. In: Robert Wetzel, Hermann Hoffmann (Hgg): Wissenschaftliche Akademie Tübingen des NSD.-Dozentenbundes, Band 1: 1937, 1938, 1939, Tübingen: Mohr 1940, S. 131–139.
- Ein Fletthaus aus der Wende ältere-jüngere Hunsrück-Eifel-Kultur bei Befort in Luxemburg. Germania 26, 1942, S. 26–34.
- Das Paläolithikum der Brillenhöhle bei Blaubeuren. Forsch. u. Ber. Vor- u. Frühgesch. Bad.-Württ. 4/1, Stuttgart 1973.
- Drei jungpaläolithische Stationen am Bruckersberg in Giengen an der Brenz. Veröff. Staatl. Amt Denkmalpfl. Stuttgart A 2, Stuttgart 1957.
- Der Hohmichele. Ein Fürstengrabhügel der späten Hallstattzeit. Heuneburgstudien 1. Röm.-German. Forsch. 26, Berlin 1962.
- Die Eiszeitjägerstation am Vogelherd im Lonetal, Bd. I: Die Kulturen. Akademische Verlagsbuchhandlung Franz F. Heine, Tübingen, 1934.
- Die Mammutjäger vom Lonetal (Erzählung) Stuttgart 1934. Neuauflagen: Ulm 2000, Bad Schussenried (Gerhard Hess Verlag) 2010, 2014, ISBN 978-3-87336-462-2.